# Marcel Freeman
Marcel Freeman (n, 30 de marzo de 1960) es un jugador estadounidense de tenis. En su carrera conquistó 1 torneo ATP de dobles y 2 finales de dobles. Su mejor posición en el ranking de dobles fue el Nº46 en noviembre de 1986. En 1983 llegó a tercera ronda del Abierto de Australia. En 1986 llegó a tercera ronda del US Open. 